# Frankie Zammit
Frank Zammit – detto Frankie – (29 ottobre 1936) è un ex calciatore maltese, di ruolo centrocampista.

## Carriera

### Nazionale
Ha collezionato 7 presenze con la nazionale maltese.

## Palmarès

### Club

#### Competizioni nazionali
- Campionato maltese: 2

Valletta: 1959-1960, 1962-1963
- Coppa di Malta: 1

Valletta: 1959-1960